# Sina Weibo
Sina Weibo é um serviço de microblogging chinês criado pela Sina Corporation, lançado em 14 de Agosto de 2009. É uma das redes sociais mais populares na China. Desde 17 de Abril de 2014, suas ações são comercializadas na bolsa de valores NASDAQ sob o símbolo $SINA.

## Nome
"Weibo" (微博) é a palavra chinesa para "microblog". A Sina Weibo lançou o seu novo "nome de domínio" weibo.com em 7 de abril de 2011, após desativar e redirecionar os acessos ao antigo, t.sina.com.cn, para seu novo domínio.

## Censura
A censura na internet chinesa acontece na rede social Sina Weibo em respeito às leis da China, e a empresa censura postagens na sua rede social. Em alguns casos, essa censura é automática, como certas palavras ou links para sites do Google.